# Región Central (Malaui)
La Región Central es una de las tres regiones en que se divide Malaui. Cubre un área de 35.592 km² y alberga una población de 4 814 321 personas. La capital es Lilongüe.

## Distritos
- Distrito de Dedza
- Distrito de Dowa
- Distrito de Kasungu
- Distrito de Lilongüe
- Distrito de Mchinji
- Distrito de Nkhotakota
- Distrito de Ntcheu
- Distrito de Ntchisi
- Distrito de Salima.

- Datos: Q860758